# Анна Каренина (филм, 1935)
„Анна Каренина“ (на английски: Anna Karenina) е филмова адаптация от Метро-Голдуин-Майер от 1935 г. Базирана е на едноименния роман на Лев Толстой от 1877 г. Режисьор на филма е Кларънс Браун, а главната роля е отредена на Грета Гарбо. Тя изиграва Анна Каренина. Във филма участват още Фредрик Марч, Морийн О'Съливан и Фреди Бартоломю. Филмът излиза на екран от 30 август 1935 г. в Ню Йорк.
Филмът е излъчен за първи път в Capitol Theatre, Ню Йорк, където се прожектират престижните премиери на Метро-Голдуин-Майер. Филмът е с приходи от 2 304 000 долара и печели „Купата на Мусолини“ за чужд филм на филмовия фестивал във Венеция.

## В ролите
| Изпълнител       | Роля              |
| ---------------- | ----------------- |
| Грета Гарбо      | Ана Каренина      |
| Фредрик Марч     | Граф Вронски      |
| Фреди Бартоломю  | Сергей            |
| Морийн О'Съливан | Кити              |
| Мей Робсън       | Графиня Вронски   |
| Базил Ратбоун    | Каренин           |
| Реджиналд Оуен   | Стива             |
| Фийби Фостър     | Доли              |
| Реджиналд Дени   | Яшвин             |
| Гайлс Ишам       | Левин             |
| Джоан Марш       | Лили              |
| Итъл Грифис      | Картазов          |
| Хари Бересфорд   | Матве             |
| Кора Сю Колинс   | Таня              |
| Мари Форбис      | Принцеса Сорокина |
| Хари Алън        | Корд              |
| Миша Ауер        | Махотин           |

## „Анна Каренина“ В България
В България филмът е издаден на DVD от Съни филмс през 2005 г. с български субтитри.